# Norberto Boggio
Norberto Boggio (Santa Fe, 1931. augusztus 11. – 2021. december 20.) argentin labdarúgócsatár.
Az argentin válogatott tagjaként részt vett az 1958-as labdarúgó-világbajnokságon.